# امتصاص فوتونين

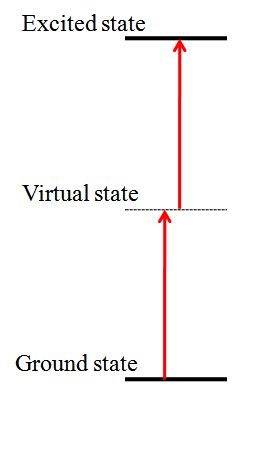
رسم تخطيطي لمستويات الطاقة التي ينطوي عليها امتصاص الفوتونين

امتصاص فوتونين (بالإنجليزية: Two-photon absorption)‏ هو امتصاص فوتونين من تردداتٍ مُتطابقة أو مختلفة، من أجل إثارة جزيء من حالته الأولى (عادةً الحالة القاعية) إلى حالةٍ من طاقةٍ أعلى، وغالبًا تكون الحالة المثارة.